# Micheline Dumont
Pour les articles homonymes, voir Dumont.
Micheline Dumont, née à Verdun en 1935, est une historienne, une conférencière et une professeure québécoise. Elle est une spécialiste de l'histoire des femmes au Québec. Elle est notamment connue comme coauteure, avec Marie Lavigne, Jennifer Stoddart et Michèle Stanton, de L'Histoire des femmes au Québec depuis quatre siècles, première synthèse sur le sujet.

## Biographie
Elle est née en 1935 à Verdun, le quartier de Montréal. Jeune femme, elle étudie chez les Sœurs de Sainte-Anne à Vaudreuil et à Lachine. Diplômée en lettres à l'Université de Montréal, elle poursuit en histoire à l'Université Laval. 
Après avoir enseigné dans plusieurs collèges montréalais, elle devient professeure au département d'histoire de l'Université de Sherbrooke en 1970. C'est une des pionnières de l'histoire des femmes au Québec.

## Contributions
Chercheuse pour la commission Bird sur la situation de la femme au Canada (1968), elle a publié plusieurs ouvrages et articles historiques sur les facettes de la condition féminine de la Nouvelle-France à l'époque contemporaine. Sa spécialisation pour l'histoire des femmes l'amène aussi à se perfectionner sur les enseignantes et sur les religieuses au Québec. Elle a soumis un mémoire sur les femmes québécoises et l'avenir constitutionnel à la commission Bélanger-Campeau.
Elle est invitée régulièrement dans différents médias pour des questions touchant l'histoire des femmes. Dumont a aussi été commentatrice pour la série Épopée en Amérique de Jacques Lacoursière et Gilles Carle, ainsi que pour le documentaire Traître ou patriote de Jacques Godbout et l'émission L'histoire à la une de Claude Charron. De plus, Micheline Dumont a notamment collaboré avec Nadia Fahmy-Eid et le collectif Clio. Elle a pris sa retraite en 1999 et a reçu le titre de professeure émérite en 2000.

## Honneurs
- 1993 - Membre de la Société royale du Canada
- 2002 - Prix pour l'étude du genre de la Société royale du Canada
- 2002 - Prix Aequitas fondateurs du groupe PÉPINES
- 2004 - Prix littéraire de la Ville de Sherbrooke, pour la catégorie « Essais »
- 2009 - Prix littéraire Juge-Lemay
- 2010 - Prix du livre de la Ville de Sherbrooke
- 2012 - Prix Idola St-Jean de la Fédération des femmes du Québec (FFQ)
- 2014 - Prix La Tribune de la Société d'histoire de Sherbrooke
- 2015 - Prix Gérard-Parizeau de HEC Montréal[4].
- 2017 - Prix du Gouverneur général en commémoration de l'affaire « personne »[5]
- 2018 -  Membre de l'Ordre du Canada[6]
- 2019 -  Chevalière de l'Ordre national du Québec[7]
- 2023 - Médaille de l'Assemblée nationale du Québec[8]

- Le fonds Micheline-Dumont est conservé par l'Université de Sherbrooke et contient des documents relatifs à sa carrière.

## Ouvrages publiés
- Laure Conan, Choix de textes choisis et présentés, 1960
- Apôtres ou Agitateurs. La France Missionnaire en Acadie, 1970
- Tradition culturelle et histoire politique de la femme au Canada ; trois essais, 1971
- L'Histoire apprivoisée, 1979
- Histoire des femmes au Québec depuis quatre siècles, 1982 (avec le Collectif Clio)
- Maîtresses de maison, maîtresses d'école. Femmes, Familles et Éducation dans l'histoire du Québec, 1983 (Avec Nadia Fahmy-Eid)
- Le mouvement des femmes, hier et aujourd'hui,[9] 1986
- Les Couventines. L'Éducation des filles au Québec dans les congrégations religieuses enseignantes, 1840-1960, 1986 (avec Nadia Fahmy-Eid)
- Quebec Women: A History, 1987 (avec le Collectif Clio)
- Histoire des femmes au Québec depuis quatre siècles, 1992 (avec le Collectif Clio): (Seconde édition, revue, corrigée et augmentée)
- Les religieuses sont-elles féministes?, 1995
- Découvrir la mémoire des femmes : une historienne face à l'histoire des femmes, 2001
- La pensée féministe au Québec : anthologie, 1900-1985, 2003 (avec Louise Toupin)
- Brève histoire des institutrices au Québec de la Nouvelle-France à nos jours, 2004, (avec Andrée Dufour)
- Le féminisme québécois raconté à Camille (2008)
- Feminism à la Québécoise (2012)
- Pas d'histoire, les femmes!:réflexions d'une historienne indignée (2013)
- De si longues racines. L’histoire d’une historienne (2022) [Autobiographie]

## Préfaces signées
- Augustine Prévost, L'éducation, hier et aujourd'hui, 1850-1985, 1986
- Huguette O'Neil, Yvette Rousseau : la réussite d'une vie, 2004
- Mylène Bigaouette et Marie-Eve Surprenant (dir.), Les femmes changent la lutte : au cœur du printemps québécois, 2013
- Daniel Raunet, Monique Bégin : entretiens, 2016